# Michael Hildebrand
Michael Hildebrand (falecido a 5 de fevereiro de 1509) foi um prelado católico romano que serviu como arcebispo de Riga (1484–1509).

## Biografia
No dia 4 de junho de 1484, Michael Hildebrand foi nomeado pelo Papa Sisto IV como Arcebispo de Riga. No dia 13 de junho de 1484, foi consagrado por Pierre Fridaricus, Bispo de Nisyros, com Bonadias de Nigronibus, Bispo de Isola, e William O'Ferral, Bispo de Ardagh, servindo como co-consagradores. Serviu como arcebispo de Riga até à sua morte a 5 de fevereiro de 1509.